# 薛勳
薛勳（：／ Sul Hoon；1953年4月23日—），大韓民國自由派政治人物，第15到16、19到21屆國會議員。2018年薛勳開始擔任共同民主黨最高委員。